# Ghiacciaio Karasura
Il ghiacciaio Karasura (in inglese: Karasura Glacier) è un ghiacciaio lungo 7,2 km e largo 2,7, situato sulla costa di Zumberge, nella parte occidentale della Terra di Ellsworth, in Antartide. In particolare, il ghiacciaio, il cui punto più alto si trova a circa 1400 m s.l.m., è situato sul versante nord-orientale della dorsale Bastien, nei monti Ellsworth. Da qui esso fluisce in direzione nord scorrendo tra il versante settentrionale del picco Bergison e quello meridionale del picco Patmos, fino a unire il proprio flusso a quello del ghiacciaio Nimitz.

## Storia
Il ghiacciaio Karasura è stato così battezzato dalla Commissione bulgara per i toponimi antartici in onore dell'antico insediamento romano di Karasura, nella Bulgaria meridionale.